# Gunnar Hansen
Gunnar Milton Hansen (Reykjavik, 4 de março de 1947 — Northeast Harbor, 7 de novembro de 2015) foi um ator e escritor islandês naturalizado americano, mais conhecido por interpretar Leatherface no clássico filme de terror The Texas Chain Saw Massacre, de 1974. Na trama, o personagem faz parte de uma família de canibais e é um assassino psicótico que persegue um grupo de jovens com uma motosserra.
Hansen passou parte de sua vida no estado norte-americano do Texas, onde começou sua carreira atuando em peças de teatro na universidade e em filmes amadores em Austin, até ouvir falar que um filme de terror seria gravado na localidade. O diretor Tobe Hooper e o corroteirista Kim Henkel estavam à procura de um ator para interpretar o vilão principal do filme e concluíram que Gunnar serial ideal para o papel, principalmente pelo porte físico do ator. Foi assim que Hansen conseguiu seu primeiro e mais memorável papel no cinema.
The Texas Chain Saw Massacre foi um inesperado sucesso, causando escândalo por seu conteúdo violento e muito transgressor para a época, chegando a ser censurado em diversos países, mas posteriormente aclamado como uma das mais influentes obras de terror do cinema. O personagem Leatherface se tornou um ícone do cinema de horror e marcou para sempre a vida de Hansen, que desde o lançamento do filme atuou esporadicamente em outras produções de baixo orçamento dentro do gênero. Gunnar também foi escritor e produziu vários roteiros, além de dirigir alguns documentários.

## Primeiros anos
Hansen nasceu em Reykjavik, Islândia, onde viveu até os cinco anos de idade, quando migrou com sua família para os Estados Unidos. Viveu em uma pequena cidade na região litorânea do Maine até completar 11 anos e se mudar para o Texas, onde viveu inicialmente na cidade de San Antonio e depois passou a morar na capital do estado, Austin. Após concluir o ensino médio, seu primeiro emprego foi como operador de computador. Na Universidade do Texas em Austin, iniciou uma especialização em física e formou-se em inglês e matemática, com mestrado em inglês e estudos escandinavos.

## Carreira
Gunnar Hansen começou sua trajetória nas artes cênicas quando ainda estava na universidade, atuando em uma peça chamada Of Mice and Men. Também participou de uma produção teatral envolvendo histórias do escritor Mark Twain e atuou em dois filmes amadores universitários. Recém-formado, estava trabalhando em um bar e também era carpinteiro nas horas vagas para se sustentar, quando surgiu a oportunidade de atuar no filme The Texas Chain Saw Massacre, dirigido por Tobe Hooper.

### The Texas Chain Saw Massacre
"Eles foram muito específicos quanto às características dos personagens e sobre do que a história se tratava. Eles me fizeram as três perguntas famosas. Perguntaram: 'Você é violento?'. Eu disse 'Não'. Perguntaram: 'Você está louco?'. Eu disse 'Não'. Naquele momento, Tobe ficou com uma expressão preocupada no rosto e perguntou: 'Você é capaz de fazer o papel?' Eu disse: 'Ah, sim, é fácil'. Então, ele respondeu: 'Bem, então é seu'. Foi assim que consegui o papel. Cerca de uma semana depois, quando assinei o contrato, ele disse: 'Na verdade, sabíamos que queríamos você para o papel quando você entrou pela porta, porque você quase não passava por ela'."

— Gunnar Hansen 
Em 1973, aos 26 anos, Gunnar estava conversando com um amigo, quando um conhecido entrou na conversa e disse que havia uma produção cinematográfica na cidade, que iriam rodar um filme de terror e que Gunnar seria perfeito para o papel do vilão. Ele entrou em contato com o diretor de elenco, que a princípio nada lhe revelou sobre o personagem, disse apenas que se tratava de um filme de terror.
Depois de dois dias de espera, finalmente foi chamado para uma conversa com o diretor Tobe Hooper e o co-roterista Kim Henkel. Eles tiveram longas reuniões, nas quais discutiram sobre Leatherface e a relação do personagem com a estranha família de canibais da qual fazia parte. Gunnar acabou conseguindo o papel. Hansel comentou em um artigo publicado na revista Texas Monthly em 1985, que sua capacidade de atuação e, principalmente, seu porte físico impressionaram o diretor e o co-roteirista do filme. Hooper até brincou que iriam pôr saltos altos em Hansel para fazê-lo parecer ainda mais alto. Hansel tinha 1,93 m de altura.
O ator decidiu fazer o filme por razões simples. Ele nunca tinha trabalhado em um filme de verdade e pensou que atuar em filmes de terror seria uma experiência interessante, além de também aprender um pouco sobre como os filmes são realmente feitos. Para ele seria um "trabalho de verão muito melhor do que cuidar de um bar". Ele nunca imaginou que o filme se tornaria "algo mais do que simples imagens desagradáveis de terror".
Tobe Hooper permitiu a Gunnar Hansen desenvolver o seu personagem livremente. Gunnar decidiu que Leatherface seria um deficiente mental que nem sequer aprendera a falar. Então, em preparação para seu papel, Hansel visitou uma instituição escolar para pessoas com necessidades especiais e observou como os alunos se moviam e falavam, a fim de transmitir a personalidade do vilão da forma mais realista possível. No filme Leatherface não fala, apenas resmunga e grita. Hansen procurou manter um relacionamento distante com o resto do elenco, pois o diretor queria que os atores ficassem realmente com medo durante as cenas.
As filmagens foram árduas e o clima da produção era tenso. Por se tratar de uma produção de baixo orçamento, com efeitos especiais muito limitados, uma motosserra real foi usada nas gravações. Hansen nunca havia usado uma motosserra antes do filme, o que pôs em risco a vida do ator William Vail (Kirk) e a do próprio Hansen durante a filmagem de duas cenas. No momento em que Leatherface mata Kirk com a motosserra, a ferramenta passou a poucos centímetros do rosto de Vail e, nas gravações da sequência final, em que Leatherface cai com a motosserra ligada e é atingido, o instrumento caiu a centímetros da cabeça de Hansen. Gunnar também relata que realmente cortou o dedo da atriz Marilyn Burns (Sally) para a filmagem da cena em que o avô de Leatherface é alimentado com sangue, uma vez que a equipe estava com dificuldade de conseguir sangue cenográfico.

### Trabalhos posteriores
Após participar de The Texas Chain Saw Massacre, Gunnar coestrelou o obscuro longa-metragem The Demon Lover (1977), que lhe rendeu uma experiência ruim e a decisão de não se envolver mais com atuação, recusando até mesmo papéis oferecidos por Wes Craven para The Hills Have Eyes (1977) e pelo próprio Hooper para Eaten Alive (1976).
Gunnar trabalhou como editor de revistas por algum tempo, e escreveu vários roteiros com seu amigo, o diretor Gary Jones, do filme Mosquito (1995). Ele também escreveu livros, incluindo Chain Saw Confidential (2013), obra não ficcional sobre o filme que o tornou uma estrela cult. Além disso, Hansen dirigiu documentários, entre eles um que foi gravado na Groenlândia em 1997.
Em 1988 voltou a atuar, e decidiu voltar à ativa com a paródia Hollywood Chainsaw Hookers, dirigida por Fred Olen Ray e contando com a participação da musa Linnea Quigley. O filme foi erroneamente lançado no Brasil com o título O Massacre da Serra Elétrica 3 - O Massacre Final, como sendo a terceira parte da série The Texas Chainsaw Massacre, mesmo não fazendo parte da franquia iniciada por Tobe Hooper. A partir desse filme, Gunnar trabalhou em várias outras produções de filmes B, além de frequentar convenções de fãs de terror e eventos similares.
Recusou um papel no remake The Texas Chainsaw Massacre, de 2003, por acreditar que os realizadores da nova produção não tinham entendido o filme original, já que a primeira coisa que teriam lhe dito foi que o remake seria "um filme sombrio de terror psicológico, não um banho de sangue como o original". Também se sentiu insultado pela produção da refilmagem, que o tratava como se ele "não tivesse a menor ideia do que estava acontecendo", conforme declarou em entrevista. Além disso, achou que a essência do remake "era principalmente sobre o corpo de Jessica Biel" e que a família de canibais, que considerava elemento crucial do filme original, foi descaracterizada na refilmagem, em que "explicaram Leatherface" e o reduziram "a uma criança com problema de pele".
Em 2013, em seu último papel no cinema, fez uma participação especial em Texas Chainsaw 3D, sequência direta do original de 1974, interpretando o chefe da família Sawyer e, em imagens de arquivo, o próprio Leatherface.

## Morte
Gunnar Hansen viveu seus últimos anos no estado do Maine, para onde tinha retornado ainda em 1975. De acordo com a imprensa americana, ele lutava contra um câncer no pâncreas. O agente de Hansen, Mike Eisenstadt, noticiou que o ator faleceu em casa, no dia 7 de novembro de 2015, aos 68 anos de idade. À época de sua morte, Hansen trabalhava no roteiro de um filme chamado Death House, cuja estreia se deu em 2016. Na produção, Hansen atuaria com Robert Englund e Danny Trejo. Sua presença também estava confirmada em The Gathering, comédia de horror com Simon Pegg no elenco.
Amigos, fãs e realizadores ligados ao cinema de horror independente prestaram tributo ao ator, principalmente nas redes sociais. O escritor Stephen King lamentou a morte de Hansen e expressou sua admiração pelo ator, ressaltando que Hansen o assustava de verdade como Leatherface, mas que, pessoalmente, nunca havia conhecido homem tão adorável. O British Film Institute também lamentou publicamente a morte de Hansen.

## Vida pessoal
Hansen era casado com Betty Tower, com quem viveu seus últimos 13 anos. Ele não teve filhos. Tony Timpone, editor-chefe da revista estadunidense Fangoria, voltada para fãs de filmes de terror, comentou que Hansen era  "um gigante gentil e também muito inteligente e erudito, quase como um homem de letras". De fato, Hansen afirmava que a escrita sempre foi seu maior interesse e que a atuação ficava em segundo lugar em sua vida.
Considerava-se introvertido e não gostava de ficar muito tempo na companhia de outras pessoas. Por outro lado, geralmente autografava e conversava com os fãs nos eventos que frequentava. Dizia que gostava disso, que era "um ótimo contrapeso" para sua vida, para o seu trabalho diário, em que ficava a maior parte do tempo "no escritório, em frente à tela do computador". Considerava-se um "nerd velho da computação", uma vez que seu primeiro emprego foi como operador de computador. Lançou seu próprio website em meados da década de 1990, quando o acesso à internet ainda não era muito popular.
Certa vez, em entrevista, o ator contou que era tão diferente do personagem que sempre o acompanhou, que as pessoas ficavam chocadas quando descobriam que Gunnar Hansen era o Leatherface do cinema. Chegava a receber telefonemas no meio da noite de "caras fazendo barulho de motosserra e me contando piadas de motosserra". Em 1985, comentou em entrevista: "ser estrela de cinema não foi o que eu pensei que seria", pois acreditava que o sucesso inesperado do filme traria grandes mudanças à sua vida financeira e amorosa. Ele acrescentou: "Acho que eu era ingênuo. A verdade é que ganhei muito pouco dinheiro, a maioria das pessoas nem me reconhece e as que reconhecem certamente não pensam em sexo".
Ele declarou que não conseguia assistir a The Texas Chain Saw Massacre sozinho e que quando tinha que introduzir o filme em algum evento de exibição, saía do local e só retornava para alguma entrevista depois que o filme terminava. Durante uma exibição para uma grande plateia em Boston, conseguiu visualizar a maior parte do filme e achou divertido captar as reações das pessoas ao assisti-lo. Ele não tentava dissociar seu célebre personagem de sua vida pessoal e até tinha uma placa de identificação com a frase "O que Leatherface faria?" na traseira do carro, mas dizia não ver a interpretação de Leatherface como o evento que definia sua vida. Certa ocasião, Hansen declarou: "eu tenho muito orgulho desse filme, mas não é a coisa mais importante que eu já fiz; no que me diz respeito, não é a coisa mais importante da minha vida".

## Filmografia parcial

### Cinema e televisão
| Ano  | Filme                             | Papel                                        | Notas                                |
| ---- | --------------------------------- | -------------------------------------------- | ------------------------------------ |
| 1974 | The Texas Chain Saw Massacre      | Leatherface                                  |                                      |
| 1977 | The Demon Lover                   | Professor Peckinpah                          |                                      |
| 1988 | Hollywood Chainsaw Hookers        | The Stranger                                 |                                      |
| 1991 | Campfire Tales                    | Ralph                                        |                                      |
| 1995 | Mosquito                          | Earl                                         |                                      |
| 1995 | Freakshow                         | Freakmaster                                  | Diretamente em vídeo                 |
| 1995 | Exploding Angel                   | Walter                                       |                                      |
| 1996 | Repligator                        | Dr. Kildare                                  |                                      |
| 1999 | Hellblock 13                      | O Executor                                   | Diretamente em vídeo                 |
| 2002 | Hatred of a Minute                | Barry                                        |                                      |
| 2002 | Witchunter                        | Michael Jones                                | Diretamente em vídeo                 |
| 2002 | Rachel's Attic                    | Ronald                                       |                                      |
| 2002 | Sinister                          | The Piper                                    | Curta-metragem                       |
| 2003 | Next Victim                       | Douttor Howard                               | (segmento "Rehabilitation Center")   |
| 2004 | The Business                      | Avô                                          | Curta-metragem, diretamente em vídeo |
| 2004 | Chainsaw Sally                    | Papai                                        |                                      |
| 2004 | Murder-Set-Pieces                 | Mecânico                                     |                                      |
| 2005 | Wolfsbayne                        | The Elder                                    |                                      |
| 2005 | Apocalypse and the Beauty Queen   | Reggie                                       |                                      |
| 2006 | Swarm of the Snakehead            | Atirador                                     |                                      |
| 2006 | The Deepening                     | Dr. Chambers                                 |                                      |
| 2007 | Brutal Massacre: A Comedy         | Krenshaw                                     |                                      |
| 2007 | Shudder                           |                                              | Diretamente em vídeo                 |
| 2007 | Gimme Skelter                     | Porter Sandford                              |                                      |
| 2009 | Won Ton Baby!                     | Dr. Kurt Severson                            |                                      |
| 2009 | It Came from Trafalgar            | Tex Ghoul                                    |                                      |
| 2009 | Reykjavik Whale Watching Massacre | Captain Pétur                                |                                      |
| 2013 | Texas Chainsaw 3D                 | Boss Sawyer; Leatherface (imagens de aquivo) | participação especial, último papel  |

#### Participação especial como ele mesmo
- Terror in the Aisles (1984) – imagens de arquivo
- Texas Chainsaw Massacre: A Family Portrait (1988)
- Texas Chainsaw Massacre: The Shocking Truth (2000)
- Leatherface Speaks: An Informal Interview with Gunnar Hansen (2001)
- Behind the Attic Door: The Making of "Rachel's Attic" (2002)
- UnConventional (2004)
- Flesh Wounds: Seven Stories of the Saw (2006)